# Poliakovita-(Ce)
La poliakovita-(Ce) és un mineral de la classe dels silicats que pertany al subgrup de la chevkinita, dins del grup homònim. Rep el nom en honor de Vladislav Olegovich Polyakov (Владислав Олегович Поляков) (5 d'agost de 1950 - 13 de setembre de 1993), mineralogista de l'Institut de Mineralogia de la Branca dels Urals de l'Acadèmia Russa de les Ciències.

## Característiques
La poliakovita-(Ce) és un silicat de fórmula química (Ce,Ca)₄(Mg,Fe2+)(Cr3+,Fe3+)₂(Ti,Nb)₂(Si₂O₇)₂O₈. Va ser aprovada com a espècie vàlida per l'Associació Mineralògica Internacional l'any 1998. Cristal·litza en el sistema monoclínic. La seva duresa a l'escala de Mohs es troba entre 5,5 i 6.
Segons la classificació de Nickel-Strunz, la poliakovita-(Ce) pertany a «09.BE - Estructures de sorosilicats, amb grups Si₂O₇, amb anions addicionals; cations en coordinació octaèdrica [6] i major coordinació» juntament amb els següents minerals: wadsleyita, hennomartinita, lawsonita, noelbensonita, itoigawaïta, ilvaïta, manganilvaïta, suolunita, jaffeïta, fresnoïta, baghdadita, burpalita, cuspidina, hiortdahlita, janhaugita, låvenita, niocalita, normandita, wöhlerita, hiortdahlita I, marianoïta, mosandrita, nacareniobsita-(Ce), götzenita, hainita, rosenbuschita, kochita, dovyrenita, baritolamprofil·lita, ericssonita, lamprofil·lita, ericssonita-2O, seidozerita, nabalamprofil·lita, grenmarita, schüllerita, lileyita, murmanita, epistolita, lomonossovita, vuonnemita, sobolevita, innelita, fosfoinnelita, yoshimuraïta, quadrufita, polifita, bornemanita, xkatulkalita, bafertisita, hejtmanita, bykovaïta, nechelyustovita, delindeïta, bussenita, jinshajiangita, perraultita, surkhobita, karnasurtita-(Ce), perrierita-(Ce), estronciochevkinita, chevkinita-(Ce), rengeïta, matsubaraïta, dingdaohengita-(Ce), maoniupingita-(Ce), perrierita-(La), hezuolinita, fersmanita, belkovita, nasonita, kentrolita, melanotekita, til·leyita, kil·lalaïta, stavelotita-(La), biraïta-(Ce), cervandonita-(Ce) i batisivita.

## Formació i jaciments
Va ser descoberta al pit núm. 97 de la localitat de Miass, a l'óblast de Txeliàbinsk (Rússia). També ha estat descrita a la mina River Ranch, a la província de Matabeleland Meridional, a Zimbàbue. Aquests dos indrets són els únics de tot el planeta on ha estat descrita aquesta espècie mineral.